# District de Gongshu
Le district de Gongshu (拱墅区 ; pinyin : Gǒngshù Qū) est une subdivision administrative de la province du Zhejiang en Chine. Il est placé sous la juridiction de la ville sous-provinciale de Hangzhou.